# Groot Deunk
Groot Deunk is een buurtschap in het noorden van de gemeente Aalten in de Nederlandse provincie Gelderland. Het ligt tussen Barlo en Lichtenvoorde.
Groot Deunk is met name bekend van het gelijknamige asielzoekerscentrum (azc) dat er in 1987 werd geopend en eerder dienstdeed als recreatiecentrum. Als azc deed het tot 2012 dienst, eind 2015 kreeg het die bestemming opnieuw, ditmaal als gevolg van de Europese migrantencrisis en voor een periode van maximaal vijf jaar.
Hoofdplaats: Aalten      Stad: Bredevoort      Dorpen: Dinxperlo · De Heurne

Buurtschappen: Barlo · Het Beggelder · Dale · Groot Deunk · Haart · Heurne · Hollenberg · 't Klooster · Lintelo · 't Villeken · IJzerlo

Gelderland: Steden en dorpen in Gelderland      Nederland: Provincies · Gemeenten